# Sam Wedgbury
Samuel Wedgebury (Oldbury, 1989. február 26. –) angol labdarúgó, jelenleg a Chesterfield játékosa.

## Külső hivatkozások
- Adatlapja a Ferencváros hivatalos oldalán
- Adatlapja a HLSZ.hu-n Archiválva 2009. szeptember 6-i dátummal a Wayback Machine-ben
- Adatlapja az FTC Baráti Kör honlapján